# 関勉
関 勉（せき つとむ、1930年11月3日 - ）は、コメットハンターとして知られる、日本のアマチュア天文家。高知県高知市出身。独学で天文学を学んだ。

## 人物・来歴
1948年、C/1947 V1 本田彗星、C/1948 V1 日食彗星(俗にいうマックガン彗星)の影響で彗星に興味を持ち、1950年から彗星捜索を始める。一時挫折したものの、その後も観測を続けた結果、1961年10月11日に初めての彗星である｢関彗星｣を発見。その後、計6個の彗星を発見しているが、特に1965年の池谷・関彗星は、肉眼でもはっきりと見える彗星として日本に天文ブームを巻き起こすきっかけとなった。ほかにも多数の周期彗星を再発見している。
1970年代に高知市内の明かりを避けるため1973年から芸西村に観測所を設け、1981年からは現在まで高知県立芸西天文学習館内の施設「芸西天文台」として稼働している。天文台の60cm望遠鏡は五藤光学研究所社長で関と同郷の五藤斉三が贈ったものである。東亜天文学会では彗星課長を務め、2010年からは第9代の会長を務めた。
その後は、小惑星ハンターとして個人として223個、自身がリーダーを務める芸西天文台の観測者チームで2個（どちらも2021年現在）を発見しており、数多くの日本のもの（地名、人名から漫画にまで及んでいる）にちなんだ命名を行っている。クラシック・ギターの愛好家でもあり、ギターがらみでフェルナンド・ソル、フランシスコ・タレガなど、クラシックギター奏者らにちなんだ命名も行っている。

## 受賞歴
以下のほか、彗星発見の度に日本天文学会より天体発見賞を受賞。
- 1964年に高知新聞社より四国文化賞受賞
- 1966年に高知県より高知県文化賞受賞[1]
- 1970年にアメリカ太平洋天文学会からコメットメダル受賞[2]。
- 1973年に著書『星のかりゅうど』が高知県文教協会より第18回高知県出版文化賞を受賞[3]。
- 1976年に日本天文学会よりその年に特別設けられた神田茂記念賞を受賞[4]。
- 1987年にフランス天文学会より100周年記念賞受賞。
- 1987年に高知県より地方自治等功労者表彰（教育関係部門）受賞。
- 1993年に日本天文学会よりそれまでの多数の周期彗星検出に対し天体発見功労賞受賞[5]。
- 1995年に東亜天文学会より東亜天文学会賞受賞。
- 1996年に著書「ホウキ星が呼んでいる」が高知県文教協会より第15回寺田寅彦記念賞受賞[6]。
- 2004年に環境省より「星空の街・あおぞらの街」全国協議会のすばる賞（会長特別賞）受賞[7]。
- 2022年に高知県より高知県名誉県民に顕彰[8]。

## 出演したテレビ番組
- 地球感動配達人 走れ!ポストマン（2008年12月7日放送） - キューバの作曲家ホセ・カレヨ（Jose Careyo）が池谷・関彗星に触発されて"Ikeya Seki"という曲を書いてくれたことに感謝し、彗星の写真とビデオレターをカレヨの元に送る企画をリクエストしたが、カレヨが2004年に亡くなっていたため果たせなかった。関は、自身が発見した小惑星にカレヨの名を付けている。

| C/1961 T1 関彗星                                                                     | 1961年10月10日 |     |
| C/1962 C1 関・ラインズ彗星                                                           | 1962年2月4日   |     |
| C/1965 S1 池谷・関彗星                                                               | 1965年9月18日  |     |
| C/1967 C1 関彗星                                                                     | 1967年2月4日   | [1] |
| C/1967 Y1 池谷・関彗星                                                               | 1967年12月28日 | [2] |
| C/1970 U1 鈴木・佐藤・関彗星                                                         | 1970年10月20日 |     |
| 122P デヴィコ彗星                                                                    | 1995年9月17日  | [3] |
| - [1] 第二関彗星とも - [2] 第二池谷・関彗星とも - [3] 再発見、他にも再発見の彗星多数 |                |     |

## 著書・執筆
- 関つとむ『未知の星を求めて : イケヤ・セキ彗星』関記念出版会、1966年。
  - 関つとむ『未知の星を求めて : 星と青春の記録』三恵書房、1973年。
  - 関勉『新版 未知の星を求めて』高知新聞社、2021年12月。ISBN 978-4-910284-11-8
- 関勉; 広瀬秀雄『彗星とその観測』恒星社厚生閣〈天体観測シリーズ〉、1968年。
- 関つとむ『星のかりゅうど』あかね書房〈現代子どもノンフィクション〉、1973年。
- 関つとむ『夜空を翔ける虹 : 続 未知の星を求めて』三恵書房、1973年。
- 関つとむ『スカイハンター : 彗星発見物語』私家版、1975年。
- 関勉『彗星ガイドブック』誠文堂新光社、1976年。
- 関つとむ『星空の狩人 : “セキ彗星”発見の記録』筑摩書房〈ちくま少年文庫〉、1978年3月。
- 関勉『新しい天体をみつけよう』岩波書店〈星の世界をたずねる 6〉、1984年7月。